# Chanson d'amour
Pour l'album d'Angelo Branduardi, voir Chansons d'amour.
La Chanson d'amour, op. 94, est une œuvre de la compositrice Mel Bonis, datant de 1912.

## Composition
Mel Bonis compose sa Chanson d'amour pour voix moyenne et piano en 1912, sur un poème de Maurice Bouchor. L'œuvre est éditée à titre posthume par les éditions Armiane en 2002, puis en 2014.

## Sources
- Étienne Jardin, Mel Bonis (1858-1937) : parcours d'une compositrice de la Belle Époque, 2020 (ISBN 978-2-330-13313-9 et 2-330-13313-8, OCLC 1153996478, lire en ligne)